# Jezioro Księże w Lipuszu
Jezioro Księże w Lipuszu este o arie protejată (sit de importanță comunitară — SCI) din Polonia întinsă pe o suprafață de 15,38 ha, integral pe uscat.

## Localizare
Centrul sitului Jezioro Księże w Lipuszu este situat la coordonatele 54°06′51″N 17°47′27″E / 54.1142°N 17.7908°E.

## Înființare
Situl Jezioro Księże w Lipuszu a fost declarat sit de importanță comunitară în decembrie 2012 pentru a proteja 3 specii de plante și 1 specie de animale.

## Biodiversitate
Situată în ecoregiunea continentală, aria protejată conține 2 habitate naturale: Ape puternic oligomezotrofe cu vegetație bentonică cu Chara spp., Mlaștini alcaline.
La baza desemnării sitului se află mai multe specii protejate:
- plante (3): Hamatocaulis vernicosus, moșișoare (Liparis loeselii), ochii-șoricelului (Saxifraga hirculus)
- mamifere (1): castor (Castor fiber)